# Velký Bor
Velký Bor är en ort i Tjeckien.   Den ligger i regionen Plzeň, i den västra delen av landet, 100 km sydväst om huvudstaden Prag. Velký Bor ligger 451 meter över havet och antalet invånare är 551.
Terrängen runt Velký Bor är platt. Runt Velký Bor är det ganska tätbefolkat, med 72 invånare per kvadratkilometer. Närmaste större samhälle är Strakonice, 18,5 km sydost om Velký Bor. Trakten runt Velký Bor består till största delen av jordbruksmark.